# Capnodis spectabilis
Capnodis spectabilis es una especie de escarabajo del género Capnodis, familia Buprestidae. Fue descrita científicamente por Heer en 1862.